# Syzygium armstrongii
Syzygium armstrongii är en myrtenväxtart som först beskrevs av George Bentham, och fick sitt nu gällande namn av Bernard Patrick Matthew Hyland. Syzygium armstrongii ingår i släktet Syzygium och familjen myrtenväxter. Inga underarter finns listade i Catalogue of Life.